# Brezovi Dol
Brezovi Dol – wieś w Słowenii, w gminie Ivančna Gorica. W 2018 roku liczyła 158 mieszkańców.